# Homogeniteit (mengsel)
In een homogeen mengsel zijn de bestanddelen perfect door elkaar gemengd en zelfs op microscopisch niveau niet van elkaar te onderscheiden.
Het voornaamste bestanddeel wordt aangeduid met 'draagmiddel' (of 'oplosmiddel' bij vloeibare draagmiddelen). Als het draagmiddel vloeibaar of gasvormig is kan het homogene mengsel een heldere doorzichtige oplossing vormen. Vergelijk bijvoorbeeld een verdunde siroop-limonade met de onverdunde siroop. Beide zijn heldere oplossingen, homogene mengsels, maar de transparantie van onverdunde siroop is duidelijk geringer.
De minst voorkomende van de componenten wordt 'toegevoegde' of 'opgeloste' stof genoemd. In sommige gevallen is de grens tussen een heterogeen en homogeen mengsel moeilijk vast te stellen.

## Overzicht
| Draagmiddel                               | Toegevoegde stof                                                                          | Voorbeeld(en) |
| ----------------------------------------- | ----------------------------------------------------------------------------------------- | ------------- |
| Als het draagmiddel een vaste stof is     | en de toegevoegde stof een vaste stof, krijgt men een vast homogeen mengsel.              | legering      |
| Als het draagmiddel een vaste stof is     | en de toegevoegde stof een vloeibare stof, krijgt men een homogeen vast-vloeibaarmengsel. |               |
| Als het draagmiddel een vaste stof is     | en de toegevoegde stof een gas, is het nooit homogeen.                                    | schuim        |
| Als het draagmiddel een vloeibare stof is | en de toegevoegde stof een vaste stof, krijgt men een homogeen mengsel                    | oplossing     |
| Als het draagmiddel een vloeibare stof is | of een heterogeen mengsel                                                                 | suspensie     |
| Als het draagmiddel een vloeibare stof is | en de toegevoegde stof een vloeistof, krijgt men een homogeen mengsel                     | oplossing     |
| Als het draagmiddel een vloeibare stof is | of een heterogeen mengsel                                                                 | emulsie       |
| Als het draagmiddel een vloeibare stof is | en de toegevoegde stof een gas, krijgt men een oplossing                                  | spuitwater    |
| Als het draagmiddel een gas is            | en de toegevoegde stof een vaste stof, wordt het nooit een homogeen mengsel.              | aerosol       |
| Als het draagmiddel een gas is            | en de toegevoegde stof een vloeistof, is het nooit homogeen.                              | aerosol, wolk |
| Als het draagmiddel een gas is            | en de toegevoegde stof een gas, krijgt men een gasmengsel                                 | lucht         |